# Sergio Rodríguez García
Sergio Rodríguez García (Mataró, 17 de agosto de 1984), conocido por el apodo Rodri, es un futbolista español del Centre d'Esports L'Hospitalet que juega de central.

## Trayectoria

### U.D.Salamanca
Llega en el mercado de invierno, proveniente del CS Marítimo. Debuta contra el Hércules. Continua como titular, tras la lesión de Pelegrín. Logra su primer tanto con la casaca charra contra el Sevilla Atlético metiendo el quinto tanto de la tarde en un contundente UD Salamanca 6 Sevilla Atlético 0. En el siguiente partido como local contra el Girona FC marco el primero de la tarde en un UD Salamanca 2 Girona FC 2.

### Hércules CF
El 31 de julio de 2009 ficha por el Hércules CF. Ficha por una temporada con opción a otra,(si jugaba 25 partidos) con el equipo alicantino tras desvincularse del Deportivo de la Coruña. En su primera temporada consigue el ascenso a Primera División quedando en segunda posición de la Liga Adelante.
Al haber jugado más de 25 partidos con la elástica herculana renovó su contrato automáticamente por una temporada.

### FC Spartak de Moscú
El 3 de marzo de 2011 el Hércules llegó a un acuerdo con el Spartak de Moscú para traspasar al central, Sergio Rodríguez. El futbolista se marcha al fútbol ruso y la entidad alicantina percibirá unos 400.000 € por esta operación.

### Rayo Vallecano
El 31 de agosto de 2012, último día de fichajes de la Primera División se anuncia su fichaje por el Rayo Vallecano con un contrato de 2 temporadas.

### Selección nacional
Ha sido internacional con la Selección de fútbol de España Sub-20.

## Clubes
| Club                          | País     | Año         |
| ----------------------------- | -------- | ----------- |
| Barcelona B                   | España   | 2004-2005   |
| FC Barcelona                  | España   | 2005-2006   |
| Deportivo de La Coruña        | España   | 2006        |
| UD Almería                    | España   | 2007        |
| Polideportivo Ejido           | España   | 2007-2008   |
| CS Marítimo                   | Portugal | 2008        |
| Unión Deportiva Salamanca     | España   | 2009        |
| Hércules CF                   | España   | 2009-2011   |
| FC Spartak Moscú              | Rusia    | 2011-2012   |
| Rayo Vallecano                | España   | 2012–2014   |
| K.A.S. Eupen                  | Bélgica  | 2014 - 2016 |
| Unió Esportiva Llagostera     | España   | 2016–2017   |
| Centre d'Esports L'Hospitalet | España   | 2017–2019   |
| Unió Esportiva Castellar      | España   | 2019-       |

## Palmarés
- Distinciones individuales

| Distinción                                                                                  | Año  |
| ------------------------------------------------------------------------------------------- | ---- |
| Nominado (de momento) Premio BBVA al mejor defensa de la Liga Adelante durante 3 temporadas | 2010 |